# Тариха (департамент)
Департамент Тариха (ісп. Departamento de Tarija; айм. Tarixa jach'a suyu) — департамент Болівії площею 37 623 км² та населенням 391 226 (4,3% населення країни, перепис 2001 року), розташований на півдні країни. Столиця департаменту — місто Тариха. Департамент поділяється на 6 провінцій.
| Болівія | Це незавершена стаття з географії Болівії. Ви можете допомогти проєкту, виправивши або дописавши її. |